# Leucochlaena hirta
Leucochlaena hirta är en fjärilsart som beskrevs av Philogène Auguste Joseph Duponchel. Leucochlaena hirta ingår i släktet Leucochlaena och familjen nattflyn. Inga underarter finns listade i Catalogue of Life.